# Porella turgidula
Porella turgidula är en mossdjursart som beskrevs av Hayward 1994. Porella turgidula ingår i släktet Porella och familjen Bryocryptellidae. Inga underarter finns listade i Catalogue of Life.